# Christian Cuch
Christian Cuch (25 de outubro de 1943 — 17 de agosto de 2014) foi um ciclista de pista francês que representou França nos Jogos Olímpicos de Verão de 1964. Terminou em quarto lugar no Campeonato Mundial de 1963.